# Desisa lunulata
Desisa lunulata là một loài bọ cánh cứng trong họ Cerambycidae.